# لا أوركاخادا
بلدية لا أوركاخادا (بالإسبانية: La Horcajada) هي بلدية تقع في مقاطعة آبلة التابعة لمنطقة قشتالة وليون وسط إسبانيا.

## الديموغرافيا
بلغ عدد سكان بلدية لا أوركاخادا 564 نسمة عام 2011 (وفقاً للمعهد الوطني للإحصاء الإسباني).
| 861 | 810 | 756 | 680 | 655 | 605 | 564 |